# Barry Jackson
Barry Jackson, född 29 mars 1938 i Birmingham, West Midlands, död 5 december 2013 i London, var en brittisk skådespelare.
Han är känd bland annat för rollen som rättsläkaren Dr George Bullard i Morden i Midsomer, där han medverkade i 76 avsnitt.

## Filmografi, i urval
- 1968 – The Bofors Gun
- 1970 – Ryans dotter
- 1975 – Barry Lyndon
- 1976 – Helvetet i skyn
- 1997–2011 – Morden i Midsomer (TV-serie)
- 2004 – Wimbledon